# Semelangulus lacrimadugongi
Semelangulus lacrimadugongi is een tweekleppigensoort uit de familie van de Tellinidae. De wetenschappelijke naam van de soort is voor het eerst geldig gepubliceerd in 2007 door Kato & Ohsuga.